# Ulodidae

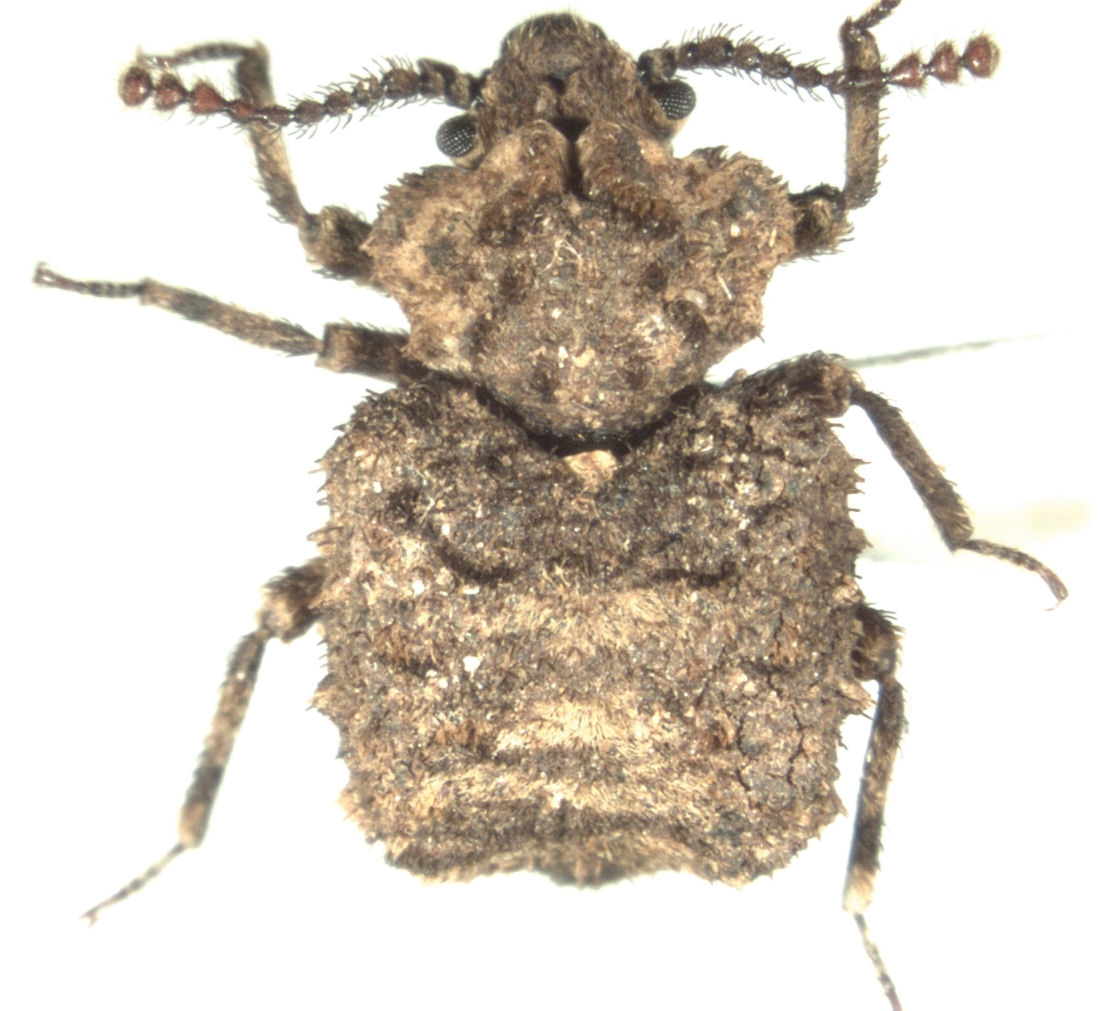
Brouniphylax sp.

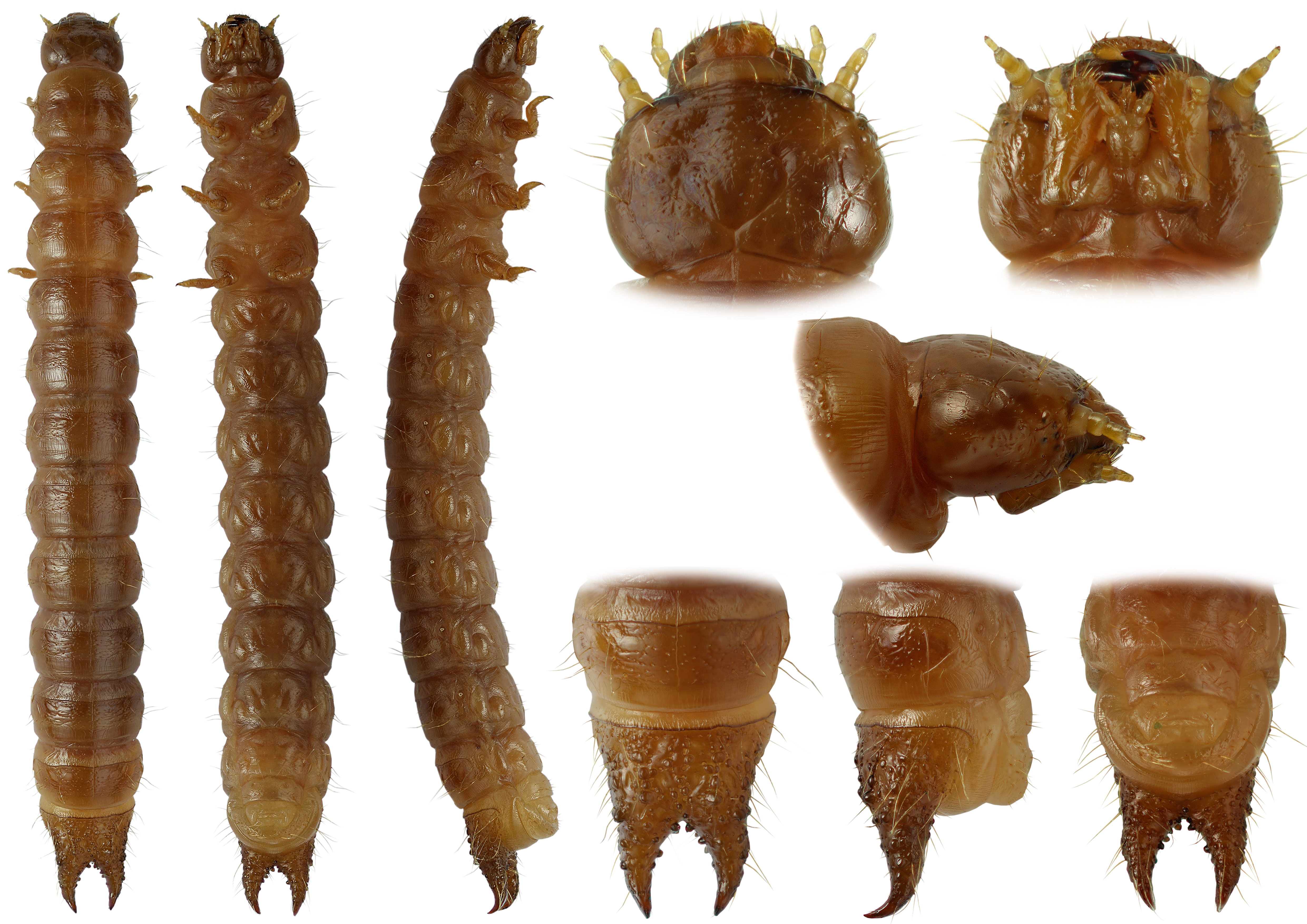
Личинки Meryx rugosa

Ulodidae (=Merycidae Crowson, 1953) — семейство жуков (Coleoptera) из надсемейства Тенебрионоидные.

## Описание
Встречаются в Австралии, Чили, Новой Каледонии, Новой Зеландии. Известно около 15 родов, включая один ископаемый. Вид Waitomophylax worthyi (=Archaeophylax worthyi) был описан в 2002 году по останкам длиной 24,5 мм из голоценовых отложений на Северном острове Новой Зеландии. Это крупнейший член семейства (на Новой Зеландии длина членов этого семейства 4—20 мм). Его неразделённые надкрылья говорят о том, что он не мог летать.

## Систематика
Около 30 видов. Список родов:
- Arthopus Sharp, 1876 — Новая Зеландия
- Brouniphylax Strand, 1943 — Новая Зеландия
- Dipsaconia Pascoe, 1860 — Австралия
- Exohadrus Broun, 1893b — Новая Зеландия
- Ganyme Pascoe, 1869 — Австралия
- Meryx Latreille, 1802 — Австралия
- Notocerastes Carter, 1926 — Австралия
- Phaennis Champion, 1894 — Австралия
- Pteroderes — Чили
- Syrphetodes Pascoe, 1875 — Новая Зеландия
- Trachyderas Philippi, 1864 — Чили
- Trachyderastes Kaszab, 1982 — Новая Каледония
- Ulodes Erichson, 1842 — Австралия
- †Waitomophylax Leschen & Rhode, 2005
  - Синоним =†Archaeophylax Leschen & Rhode, 2002: 57-58 [nec Archaeophylax Kimmins, in Mosely & Kimmins, 1953]. Первоначальное название жуков Archaeophylax оказалось преоккупировано именем ручейников Archaeophylax Kimmins in Mosely and Kimmins, 1953 (Limnephilidae) и поэтому было заменено на новое.[1][3]